# Neoathyreus centromaculatus
Neoathyreus centromaculatus es una especie de coleóptero de la familia Geotrupidae.

## Distribución geográfica
Habita en Paraguay, Bolivia y Brasil.